# برج مسعودة
برج مسعودة أو برج للا مسعودة السمراء واحد من أبراج مدينة صفاقس العتيقة الركنية الأربعة.

## موقعه
يوجد برج مسعودة بالركن الشمال شرقي للمدينة العتيقة.

## تاريخه

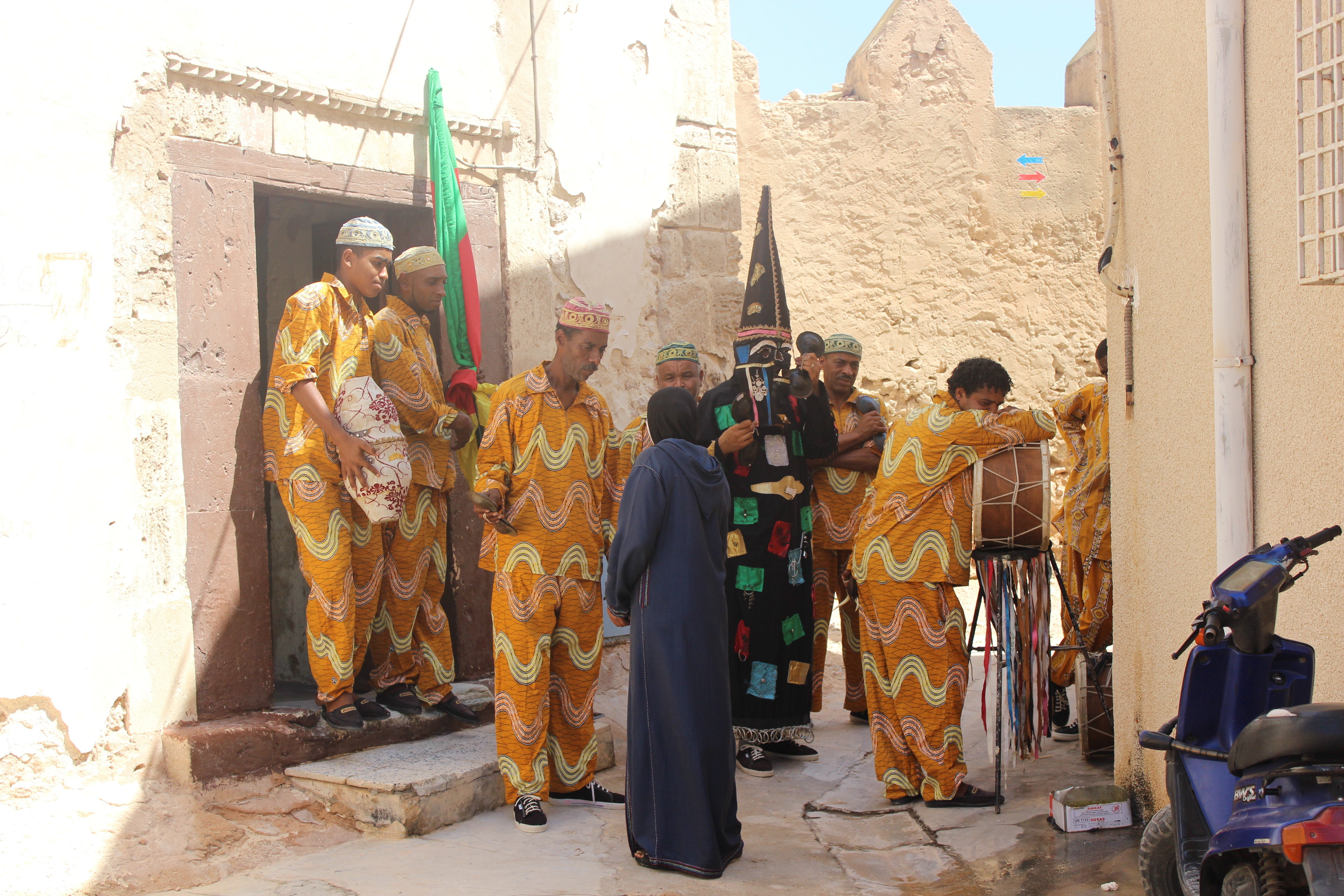
برج للا مسعودة - عرض السطمبالي بالمدينة المنورة بصفاقس

حسب محمود مقديش، فقد اتخذ البرج اسمه من امرأة سوداء كانت تعيش بصفاقس سخرت حياتها من أجل الرباط مع بقية المتساكنين السود. سنة 1857، وبأمر من الباي، تم تكوين أخوية دينية بالبرج وعين على رأسها الشيخ السلامي.
من الصعب تحديد زمن بناء برج السمراء، إلا أنه وفي إحدى رسوم الرحالة لودفيغ لويس سالفادور التي تعود إلى ما قبل 1789 نجده منقولا. كما أن طبيعة الأعمدة الموجودة به تقترح أن يكون بناءه قبل قدوم الحفصيين.
أما الوظيفة الأساسية لهذا البرج، فقد كانت مراقبة الواجهتين الشرقية والشمالية لمدينة صفاقس.
من خلال النظر بتمعن في تركيبة البرج، نستنتج أنه بني على مرحلتين. فلا نفس الأبعاد في الهندسة ولا نفس المواد المستعملة في البناء.

## هندسته
يتمثل المعلم في برج ثماني ضخم الحجم مقارنة ببقية أبراج السور. إذ يبلغ ارتفاعه الجملي 4 أمتار في حين يقيس كل من أضلاعه 5.4 أمتار في معظمها. و هو يتكون من مستويين أساسيين: الأول يمثل أغلب البناء ويوجد على ارتفاع بعض الأمتار دون أن يتجاوز ارتفاع السور. أما المستوى الثاني فهو يوجد فوق الأول ولكن بأبعاد أكبر بقليل. و هو متوج بشريط حجري دائري في قمته، إلا أنه مشوه بصفة كبيرة في الوقت الحالي. و على عكس المستوى الأول، فإن سقف المستوى الثاني مصنوع من الجير الصناعي ومسنود بأعمدة من الحديد (وهي طريقة بناء ظهرت مع قدوم الإحتلال الفرنسي). و بلوغه يتم عبر باب موجود على ارتفاع 4 أمتار من الأرض. هذا الأخير يفتح على مصلى صغير به عمودان يقسمانه إلى رواقين عموديين لحائط القبلة.
بشرق المحراب يوجد غرفة (أو مقسورة) يحفظ بها قبر ولي صالح. هذه الغرفة تم بناءها بعد أن فقد البرج وظيفته الدفاعية.

شهد البرج تغييرات عديدة على مدى العصور غيرت من شكله الأصلي. 

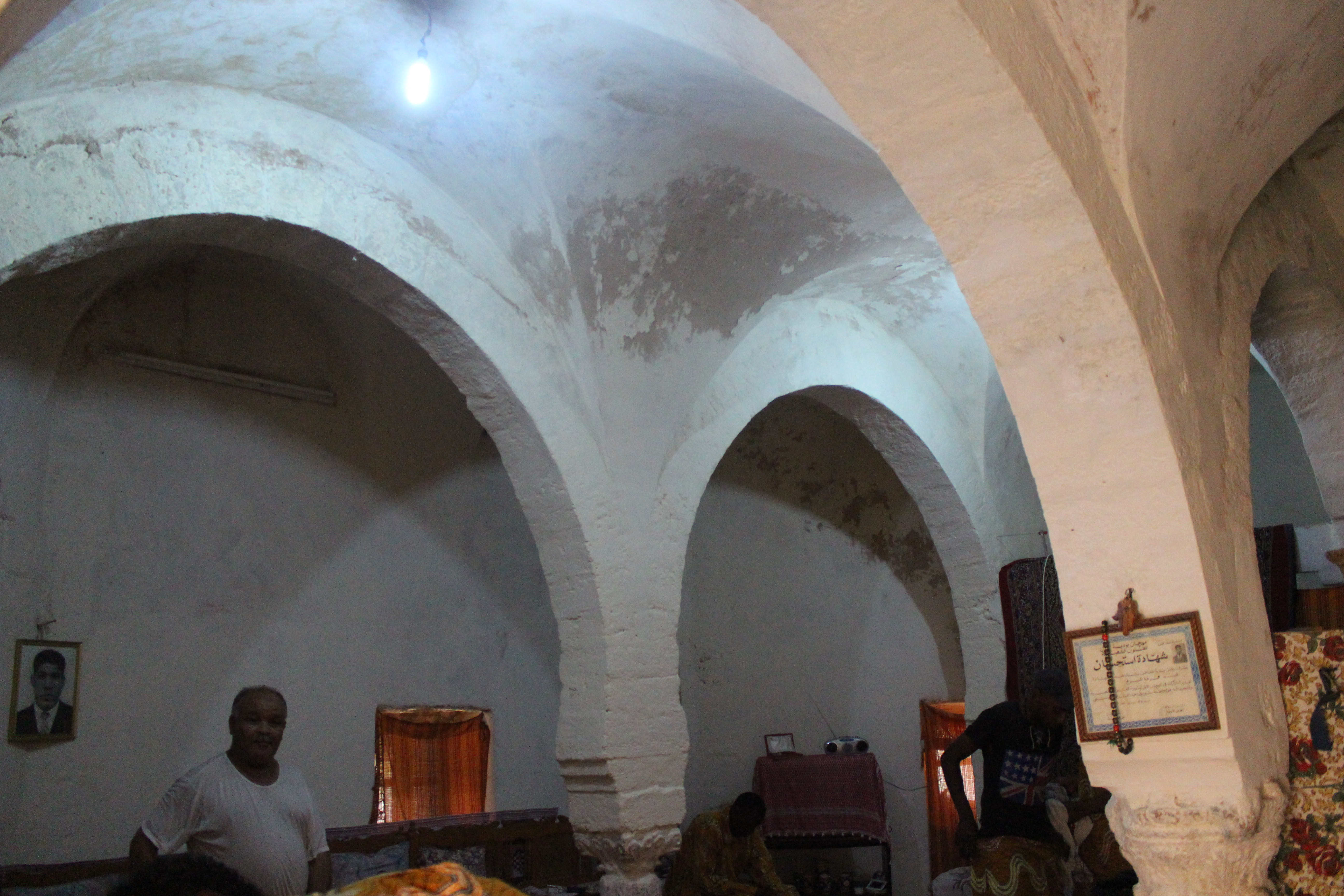
قاعة صلاة البرج
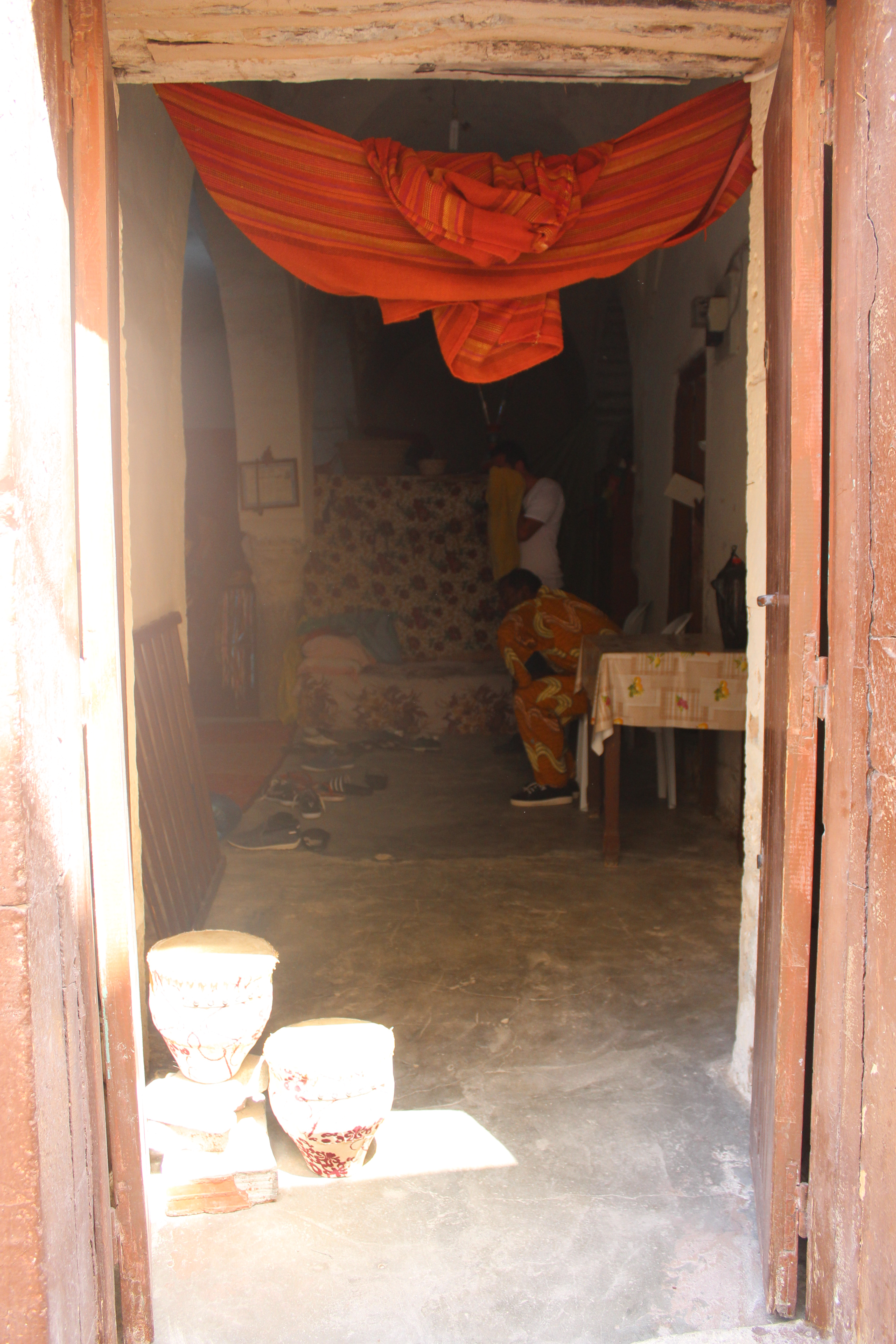
مدخل البرج
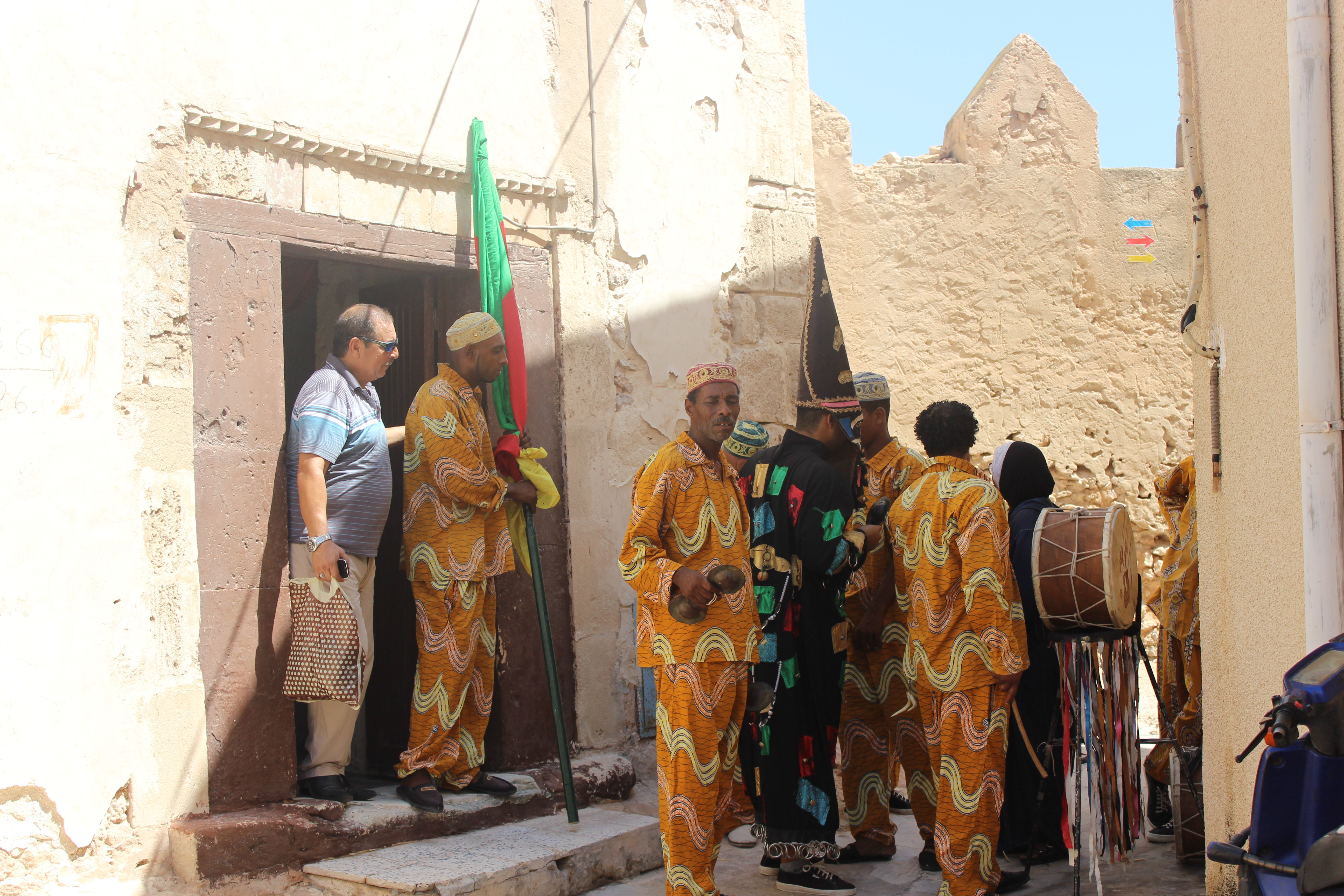
عرض صطمبالي أمام البرج